# 庫羅奇金海峽

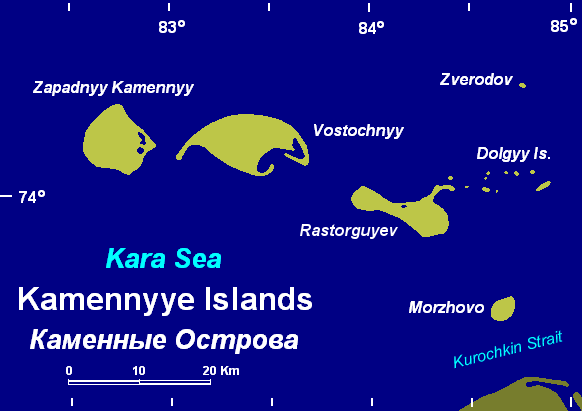

庫羅奇金海峽（Пролив Курочкина）是俄羅斯的海峽，位於喀拉海和皮亞西納灣之間，由克拉斯諾亞爾斯克邊疆區負責管轄，寬11至20公里，全年大部分時間結冰。
73°48′09″N 84°42′21″E / 73.80250°N 84.70583°E